# Johann Christian Friedrich Hæffner
Johann Christian Friedrich Hæffner, né le 2 mars 1759 à Oberschönau et mort le 28 mai 1833 à Uppsala, est un compositeur suédois d'origine allemande. 

## Biographie
Johann Christian Friedrich Hæffner naît le 2 mars 1759 à Oberschönau.
Il reçoit sa première formation musicale avec l'organiste de Schmalkalden Johann Gottfried Vierling (en). Il étudie à Leipzig à partir de 1776, puis travaille comme chef d'orchestre dans les théâtres de Francfort-sur-le-Main et à Hambourg de 1778 à 1780. Il s'installe à Stockholm en Suède en 1781, à l'invitation de la congrégation allemande de cette ville (Tyska kyrkan) pour y occuper le poste d'organiste, qu'il occupe jusqu'en 1793. La même année (1781), il est employé au théâtre royal de Stockholm et dirige l'orchestre des théâtres de Stenborg. En 1786, Hæffner est nommé chef d'orchestre adjoint de l'Orchestre royal (hovkapellet) et de 1795 à 1807, il occupe le poste de hovkapellmästare (chef d'orchestre en chef de l'Orchestre royal). Il est également instructeur à la Dramatens elevskola. Il est marié deux fois, d'abord avec l'actrice et chanteuse suédoise Elisabeth Forsselius (en).
Depuis la fermeture de l'Opéra royal (et son orchestre) en 1807 par le roi Gustave IV Adolphe, Hæffner s'installe à Uppsala, où en 1808 il est nommé directeur des musiques de l'université et est simultanément employé comme organiste de la cathédrale. À Uppsala, il organise le Studentsång ("chant des étudiants"), un chœur d'hommes à quatre voix. Cette pratique s'étend rapidement aux autres universités nordiques et reste aujourd'hui encore une tradition convoitée, non seulement par les étudiants universitaires, mais aussi, depuis un siècle, par de nombreuses (la plupart ?) chorales d'hommes dans toute la Suède. La passion et le travail de Hæffner pour cette pratique lui valent le nom de Studentsångens fader ("Père des 'studentsång'"). Le point de départ de cette tradition est généralement fixé à une représentation de Under Svea banér (paroles de P.D.A. Atterbom, musique de Hæffner) par une chorale d'étudiants célébrant le héros de guerre Klingspor le 24 octobre 1808.
Hæffner compose trois opéras, de la musique de théâtre, une messe, des chansons avec accompagnement au piano, et a été responsable du nouveau livre de choral suédois en 1819. Son oratorio Försonaren på Golgatha ("Le Sauveur sur le Golgotha") est remarquable.
Hæffner meurt le 28 mai 1833 à Uppsala.

## Œuvres
- Den svartsjuke sin egen rival, eller Sängkammareko (The Jealous is his own Rival, or Bed Chamber Echo"), theatre music, 1784
- Electra, opera, Swedish libretto by Adolf Fredrik Ristell after Nicolas François Guillard, 1787
- Alcides' inträde i världen, Opera in one act, Swedish libretto by Abraham Niclas Clewberg-Edelcrantz 1793
- Renaud, Opera, Swedish libretto by N. B. Sparrschöld after Torquato Tasso 1801
- Arias for Äfventyraren by Johan Magnus Lannerstjerna and for Eremiten by August von Kotzebue